# 연백군 (경기도)
연백군(延白郡)은 38도선 이남의 황해도의 동부 지역을 통합하여 설치된 대한민국 경기도의 군이었다.

## 역사
경기도 연백군은 크게 연안(延安), 배천(白川), 청단 3개 지역으로 이루어졌다.
- 1914년 4월 1일 : 연안군(延安郡)과 배천군(白川郡)을 합하여 연백군이 되었다.[1]
- 1935년 : 연안면을 연안읍(邑)으로 승격하였다.
- 1945년 9월 2일 : 미국과 소련이 한반도를 분할 점령함으로써 연백군의 대부분 지역이 미군정 관할 아래, 38선 이북인 목단면·금산면 전부, 운산면·화성면 대부분이 소련군정 관할 아래 들어갔다.[2] (1읍 19면 → 1읍 15면)
- 1945년 11월 4일 : 황해도의 38선 이남 지역이 경기도에 편입되었다. 이에 따라 황해도 연백군은 경기도 연백군이 되었고, 38선 이남의 벽성군 4개 면(내성면·추화면·일신면·청룡면)이 연백군에 편입되었다.[2][3][4] (1읍 19면)

| 군정법률 제22호 시도직제 |                    |
| 구 행정구역 | 신 행정구역        |
| 황해도 연백군 연안읍, 괘궁면, 도촌면, 봉북면, 봉서면, 석산면(화성면 일부 합면), 송봉면, 온정면, 용도면, 유곡면, 은천면(운산면 일부 합면), 해룡면, 해성면, 해월면, 호남면, 호동면 | 경기도 연백군 일원 |
| 황해도 벽성군 추화면, 내성면(영천면 일부 합면), 일신면, 청룡면 | 경기도 연백군 일원 |
- 1950년 : 조선민주주의인민공화국이 38선 이북의 연백군에 평산군 적암면과 금천군 산외면, 서북면을 편입시키고, 한국전쟁으로 점령한 38선 이남의 연백군에 남연백군을 설치하였다.[5]
- 1952년 12월 : 한국 전쟁 중에 조선민주주의인민공화국이 행정구역을 개편하여 연백군과 남연백군을 폐지하고, 배천군(운산면·화성면·금산면·은천면·석산면·도촌면·해월면과 호동면 일부)과 연안군(용도면·괘궁면·호남면·봉서면·해성면·송봉면과 목단면·호동면·봉북면·해룡면·연안면의 일부)을 신설하였다. 구 벽성군 지역이었던 추화면·내성면·일신면·청룡면에는 청단군이, 구 금천군 산외면·서북면과 구 평산군 적암면에는 평천군이 신설되었다.
- 1953년 7월 27일 : 한국 전쟁의 결과, 연백군 전역(全域)이 군사분계선 이북 지역이 되었다.

## 행정
연안읍에 군청이 있었고 연안경찰서, 배천경찰서, 청단경찰서가 경찰행정을 분담했다. 연백군의 국회의원은 연백군 갑과 연백군 을에서 선출했다.

## 출신 인물
- 김진표

## 참고 자료
- 《한국민족문화대백과》, <연백군>
- 우진지도문화사, 《최신 북한·중국지도》